# Марк Антоний Юлиан
Марк Антоний Юлиан был прокуратором Иудеи с 66 по 70 год нашей эры, во время Первой еврейско-римской войны.

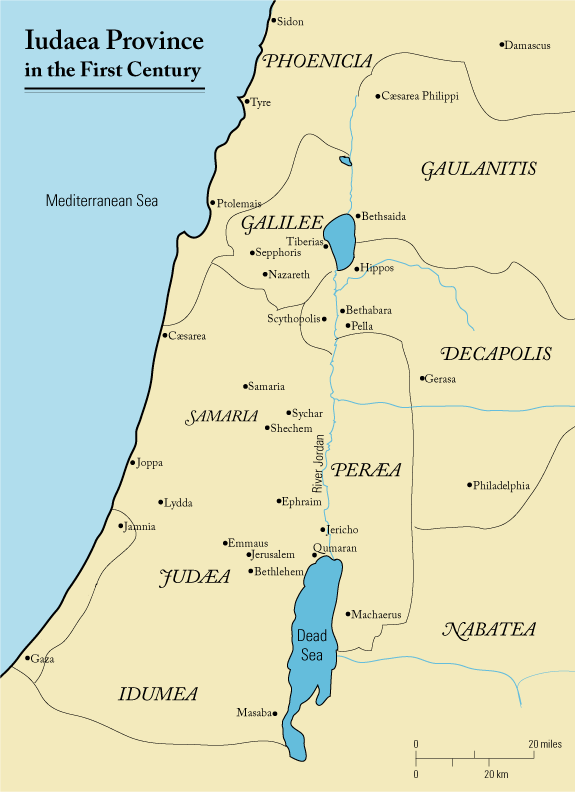
Израиль первого века

## Назначение
Юлиан был назначен прокуратором вместо Гессия Флора  который плохо справился с задачей предотвращения конфликта. Прокуратор использовал дворцы Ирода Великого в Кесарии для себя  и как казармы для римских войск. Он также изымал золото из храмов евреев именем императора.
Возможно, что Марк Антоний Юлиан был родственником Марка Антония Феликса, прокуратора с 52 по 58 год, что помогло ему лучше разбираться в делах. Однако Юлиану не удалось предотвратить превращение еврейского восстания в войну.
Юлиан, по-видимому, был последним человеком, носившим титул прокуратора Иудеи, хотя неясно, когда и как он оставил свой пост. После Первой иудейско-римской войны Секст Веттулен Цериалис был назначен легатом Иудеи.
По словам писателя Минуция Феликса («Октавий», 33.4), Марк Антоний Юлиан написал исторический труд, посвящённый евреям, который в дальнейшем был утрачен.